# Noviciado del Salvador
El Noviciado del Salvador fue una institución de la Compañía de Jesús destinada a la formación de sus miembros.

## Historia
El origen del noviciado se encuentra en las donaciones realizadas a la Compañía de Jesús por el patricio de Florencia, Benedetto di Tommaso Biffoli entre 1629 y 1631, año de su muerte. Las donaciones fueron realizadas a favor del colegio regido por los jesuitas en Florencia, el Colegio de San Juan Evangelista. Entre los bienes donados se encontraba el conocido como oratorio del Salvador, situado en el Borgo Pinti, al norte de Florencia. 
Tras la muerte de Benedetto Biffoli en 1631 y siguiendo las instrucciones de su testamento, al año siguiente los jesuitas fundaron un noviciado que tuvo como iglesia el oratorio del Salvador. Hacia el último cuarto del siglo XVII el noviciado fue restructurado según diseño del Gregorio Castrichini (1654-1737).
Con la supresión de la Compañía de Jesús en 1773, el edificio fue comprado por la familia Ximenes y convertido en palacio.

## Descripción

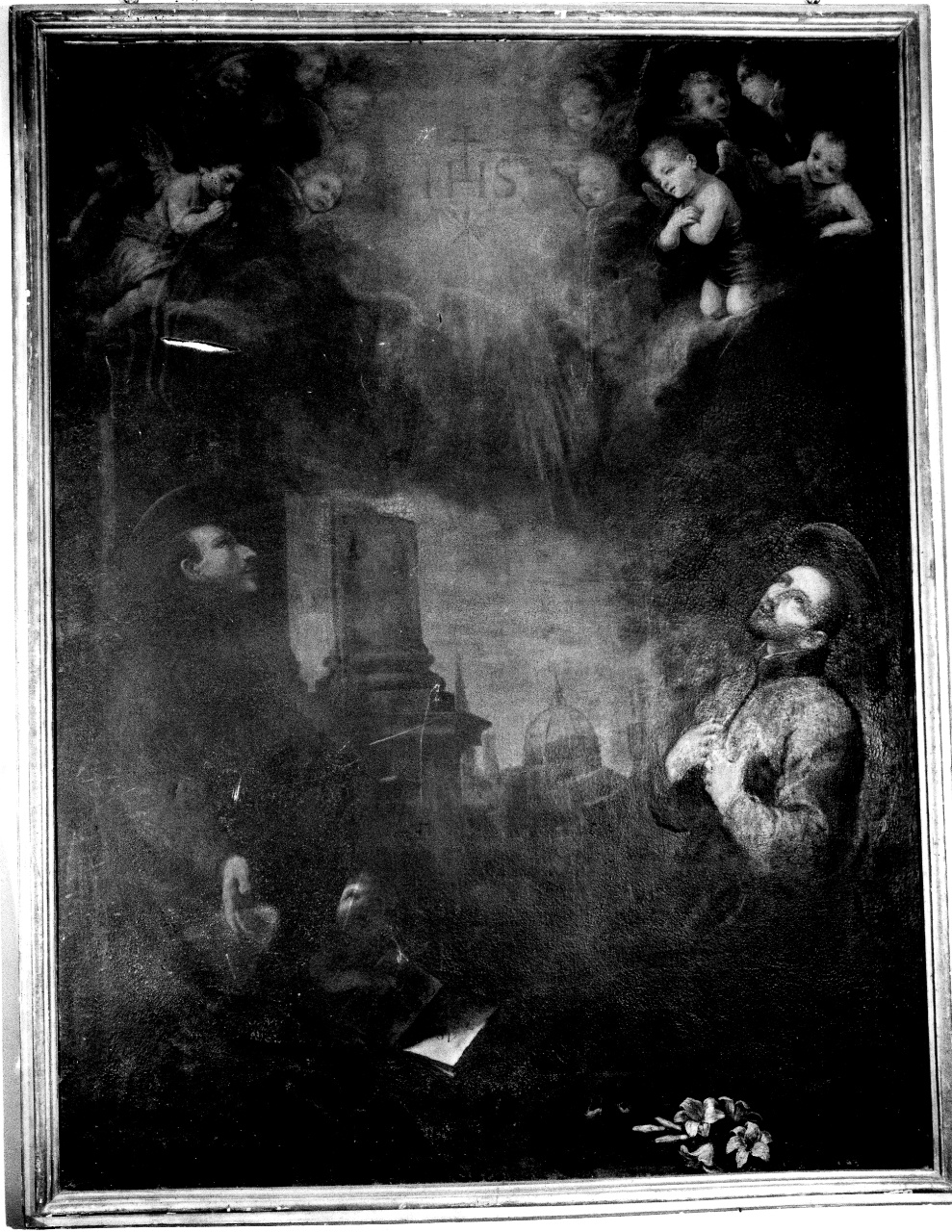
Pintura representando el Nombre de Jesús adorado por San Ignacio de Loyola y San Francisco Javier, que se encontraba en la iglesia del colegio (por Francesco Boschi, c. 1645)

El oratorio que servía como templo al colegio, contaba con un altar mayor presidido por una tabla representando a Cristo como Salvator Mundi. Además contaba con una pintura, en que aparecían San Ignacio de Loyola y a San Francisco, santos jesuitas que habían sido canonizados en 1622; adorando el monograma IHS (Nombre de Jesús), obra de Francesco Boschi.